# Eugenia gemmiflora
Eugenia gemmiflora är en myrtenväxtart som beskrevs av Otto Karl Berg. Eugenia gemmiflora ingår i släktet Eugenia och familjen myrtenväxter. Inga underarter finns listade i Catalogue of Life.